# Spilomena canariensis
Spilomena canariensis é uma espécie de insetos himenópteros, mais especificamente de vespas pertencente à família Crabronidae.
A autoridade científica da espécie é Bischoff, tendo sido descrita no ano de 1937.
Trata-se de uma espécie presente no território português.